# Draculoides obrutus
Espèce
Synonymes
- Paradraculoides obrutus Framenau, Hamilton, Finston, Humphreys, Abrams, Huey & Harvey, 2018

Draculoides obrutus est une espèce de schizomides de la famille des Hubbardiidae.

## Distribution
Cette espèce est endémique du Pilbara en Australie-Occidentale. Elle se rencontre vers Pannawonica.

## Description
La femelle holotype mesure 3,35 mm.

## Systématique et taxinomie
Cette espèce a été décrite sous le protonyme Paradraculoides obrutus par Framenau, Hamilton, Finston, Humphreys, Abrams, Huey et Harvey en 2018. Elle est placée dans le genre Draculoides par Abrams, Huey, Hillyer, Humphreys, Didham et Harvey en 2019.

## Publication originale
- Framenau, Hamilton, Finston, Humphreys, Abrams, Huey & Harvey, 2018 : « Molecular and morphological characterization of new species of hypogean Paradraculoides (Schizomida: Flubbardiidae) from the arid Pilbara bioregion of Western Australia. » The Journal of Arachnology, vol. 46, no 3, p. 507-537 (texte intégral).